# 自付費用
自付費用（英語：out-of-pocket expense，或是out-of-pocket cost，OOP）是由醫療保險的被保險人直接支付的費用，這種支付以後或者可以，或者不可以從第三方取得補償。
例如，在駕駛車輛的情況，汽油費、停車費、和過路費被認為是這趟行程的自付費用。汽車保險、更換機油、和汽車貸款的利息則不算是，因為這類支出是花在較長時期的費用。提供給汽車的服務和其他類似費用不會被當作自付費用；同樣的，資本財的折舊，或者是折耗也不會被當作是自付費用。
各種組織通常對於用他們名義支付的自付費用會予以償還，尤其是那些由僱員代雇主支付的部分。根據美國國家稅務局（IRS）的規定，用於慈善、醫療、和教育等活動的自付費用可作所得稅扣抵。
所謂out of pocket是指做一項事業，個人的資源被意外地或不公平地花費掉，就是賠錢的意思。

## 醫療衛生支出
在醫療系統的相關財務部分，這種支出代表是由被保險人必須直接支付給醫療衛生提供者的部分，而不是由第三方（保險人或政府）做支付。

### 美國
醫療衛生的自付費用通常很高，尤其是美國的處方藥費用。在加入醫療保險計劃之前，最好先檢查要自付費用的處方藥的價格，這些價格可能很低，但也可能很高。高額的自付費用可能與患者降低處方藥的使用率，以及美國從國外進口更多藥物有關聯。聯邦醫療保險D部分是一項聯邦計劃，其目的是用於降低聯邦醫療保險（Medicare）受益人的處方藥費用。但是，在這D部分實施一年之後，藥物費用中的自付費用有下降，但是在急診室、住院、或衛生設施使用的費用並沒有明顯的下降。也許是D部分的實施，對於某些疾病用藥的影響力比較高的緣故。

### 澳大利亞
澳大利亞最近發表的一項研究顯示，無論是從人們的健康狀況，或是在收入方面，自付費用負擔最重的是發生在負擔能力最差的患者身上。在受訪者中，有14％有沉重的財務壓力，藥物和醫療服務費用是他們主要的花費。這項研究得出的結論是，雖然澳大利亞擁有全民醫療衛生服務（請參考澳洲醫療保險，和 澳洲的醫療衛生），但仍有相當大部分的老年人需要支付過高的自付費用，而且這種負擔會隨著年齡增長後，因為慢性病的增加而加重。在特定情況下，罹患癌症、高血壓、糖尿病、或是憂鬱症的人，他們會表達需要支付更高的自付費用。
有些看法認為，增加醫師與患者之間的溝通，或者讓醫生更多地使用資訊技術，可以提高醫師對藥物費用的認識。但是經常運用資訊技術的醫師並不一定會明顯的認識藥物的成本。衛生資訊技術應該在設計上做改進，以便醫生在醫療衛生的觀點上更容易得到成本的訊息。